# Musée du blé

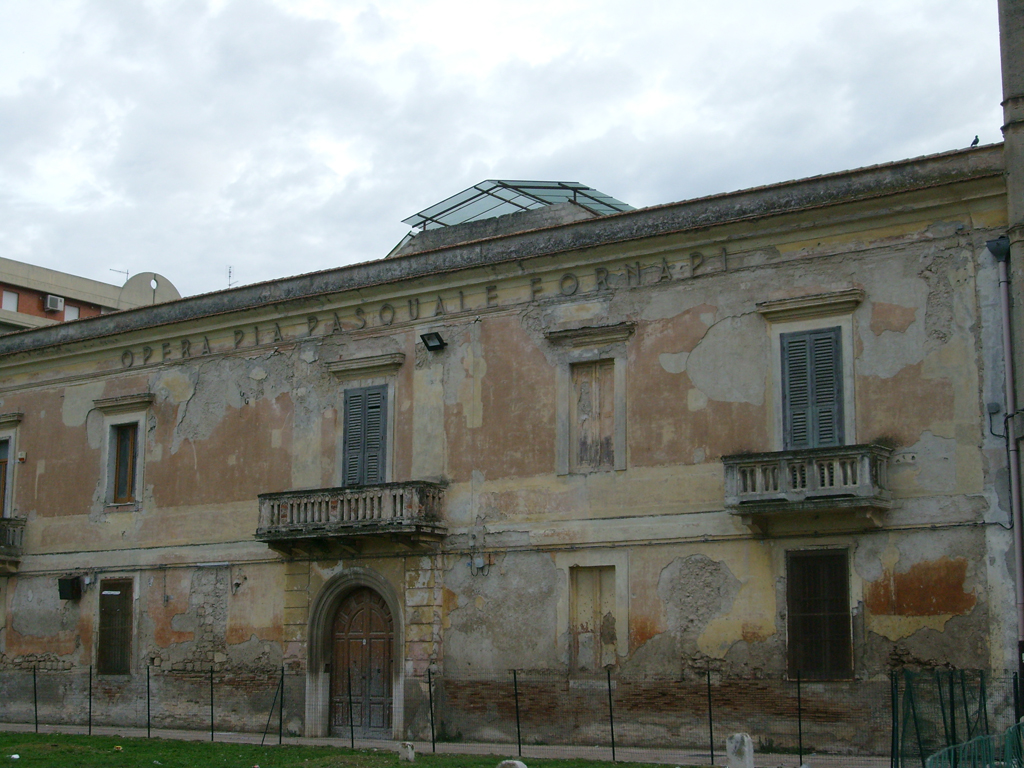
Façade de lEx Opera Pia Monte Fornari, l'édifice d'accueil du musée.

Le musée du blé (en italien : museo del grano) est un espace muséal, consacré à la culture du blé, situé près du piano delle fosse de la ville de Cerignola dans les  Pouilles (Italie).

## Description
Abrité à l'intérieur du complexe de l'Ex Opera Pia Monte Fornari, le musée illustre toutes les étapes et l'histoire locale de la culture du blé, du brûlage des chaumes à l'araire ou à la charrue à traction animale, en passant par l'ensemencement, le hersage, le  battage, le  tamisage et la conservation.
L'intérieur abrite une collection d'outils aratoires anciens et d'objets utilisés autrefois par les agriculteurs locaux pour la récolte et le travail du sol ainsi que de grandes meules en roche volcanique de l'époque romaine.
Aménagé en 1992 par l'association d'études historiques Daunia Sud, le musée s'articule autour de cinq salles d'exposition dont une est utilisée comme salle de réunion.
L'affichage de panneaux didactiques ainsi que des projecteurs et des ordinateurs permettent aux visiteurs une meilleure compréhension du parcours de l'exposition.

### Sources
- (it) Cet article est partiellement ou en totalité issu de l’article de Wikipédia en italien intitulé « Museo del grano » (voir la liste des auteurs).